# Dsiitsagaany Ganbat
Dsiitsagaany Ganbat (mongolisch Зийцагааны Ганбат; * 1. März 1967) ist ein ehemaliger mongolischer Skilangläufer.
Ganbat startete international erstmals bei den Olympischen Winterspielen 1988 in Calgary. Dort belegte er den 72. Platz über 30 km klassisch, den 62. Rang über 15 km klassisch und den 57. Platz über 50 km Freistil. Im März 1990 gewann er bei den Winter-Asienspielen in Sapporo die Bronzemedaille mit der Staffel. Bei den Olympischen Winterspielen 1992 in Albertville lief er auf den 84. Platz in der Verfolgung, auf den 83. Rang über 10 km klassisch und auf den 78. Platz über 30 km klassisch.